# Alphonse Guepin y Le Coniac
Alphonse Guepin y Le Coniac (Quintin, 27 de octubre de 1836 - Monasterio de Santo Domingo de Silos, 1917) fue un religioso benedictino francés, restaurador de la comunidad monacal del monasterio de Santo Domingo de Silos, y su abad entre 1880 y 1917.
En ocasiones su nombre se encuentra castellanizado como Alfonso o Ildefonso.

## Primeros años como religioso
Hijo de una familia de tradición mercantil, desde muy joven se vio atraído por la vida monástica, y pese a la oposición paterna, ingresó en la Orden Benedictina. Pronto dio muestras de su intelecto y adquirió importantes encargos administrativos, tanto en la Congregación de Solesmes en la que vivía, como de la propia Orden Benedictina.

## Traslado a España y restauración de Silos
El anticlericalismo que se había instalado en Francia durante la Tercera República comenzaba a presentar un horizonte muy oscuro para la Iglesia en el país. Varios religiosos franceses llegaron en 1880 a España buscando un lugar donde dar continuación a sus comunidades religiosas, entre ellos Alphonse Guepin. Tras estudiar las posibilidades de varios monasterios disponibles (abandonados por las desamortizaciones y por la supresión de Órdenes Religiosas), en octubre de 1880 se decidió por el monasterio de Santo Domingo de Silos, recibiendo la autorización del rey por Real Orden del 7 de diciembre de 1880.
El 18 de diciembre de 1880 llegaron a Silos Alphonse Guepin junto con 4 monjes de la abadía de Ligugé y el propio abad de Ligugé, Dom Joseph Bourigaud. A principios de 1881 Dom Bourigaud regresó a Francia quedando Alphonse Guepin como superior de la incipiente comunidad. Desde ese momento, gracias a las buenas relaciones de Dom Alphonse con diversas personalidades de la sociedad española (condes, duques, políticos, la propia familia real), Silos fue recibiendo numerosas limosnas y donaciones para restaurar sus ruinas.
A Alphonse Guepin se debe el que el monasterio de Santo Domingo de Silos se salvase de la ruina. Su inteligencia y su carismático don de gentes fueron proverbiales para que Alphonse reuniese la enorme cantidad de dinero que costó la restauración del monasterio.
Paralelamente a la dirección de los trabajos de restauración y gestión de Silos, Dom Alphonse dedicó sus horas al estudio de la historia hispánica, llegando a ser nombrado Correspondiente de la Real Academia de Historia el 4 de marzo de 1892. También publicó varias obras de temática histórica.
El historiador Alfredo Simón ha editado Cartas de sus viajes por España (1880).
| Predecesor: Rodrigo Echevarría hasta 1835 45 años de abandono del monasterio | Abad de Santo Domingo de Silos 1880 - 1917 | Sucesor: Luciano Serrano |